# Монтье
Монтье (фр. Monthiers) — коммуна во Франции, находится в регионе Пикардия. Департамент коммуны — Эна. Входит в состав кантона Виллер-Котре. Округ коммуны — Шато-Тьерри.
Код INSEE коммуны — 02509.

## Население
Население коммуны на 2010 год составляло 152 человека.
| 1962 | 1968 | 1975 | 1982 | 1990 | 1999 | 2010 |
| ---- | ---- | ---- | ---- | ---- | ---- | ---- |
| 118  | 126  | 108  | 117  | 111  | 142  | 152  |

## Экономика
В 2010 году среди 106 человек трудоспособного возраста (15—64 лет) 80 были экономически активными, 26 — неактивными (показатель активности — 75,5 %, в 1999 году было 71,3 %). Из 80 активных жителей работали 67 человек (33 мужчины и 34 женщины), безработных было 13 (7 мужчин и 6 женщин). Среди 26 неактивных 10 человек были учениками или студентами, 12 — пенсионерами, 4 были неактивными по другим причинам.